# Composto de madeira plástica

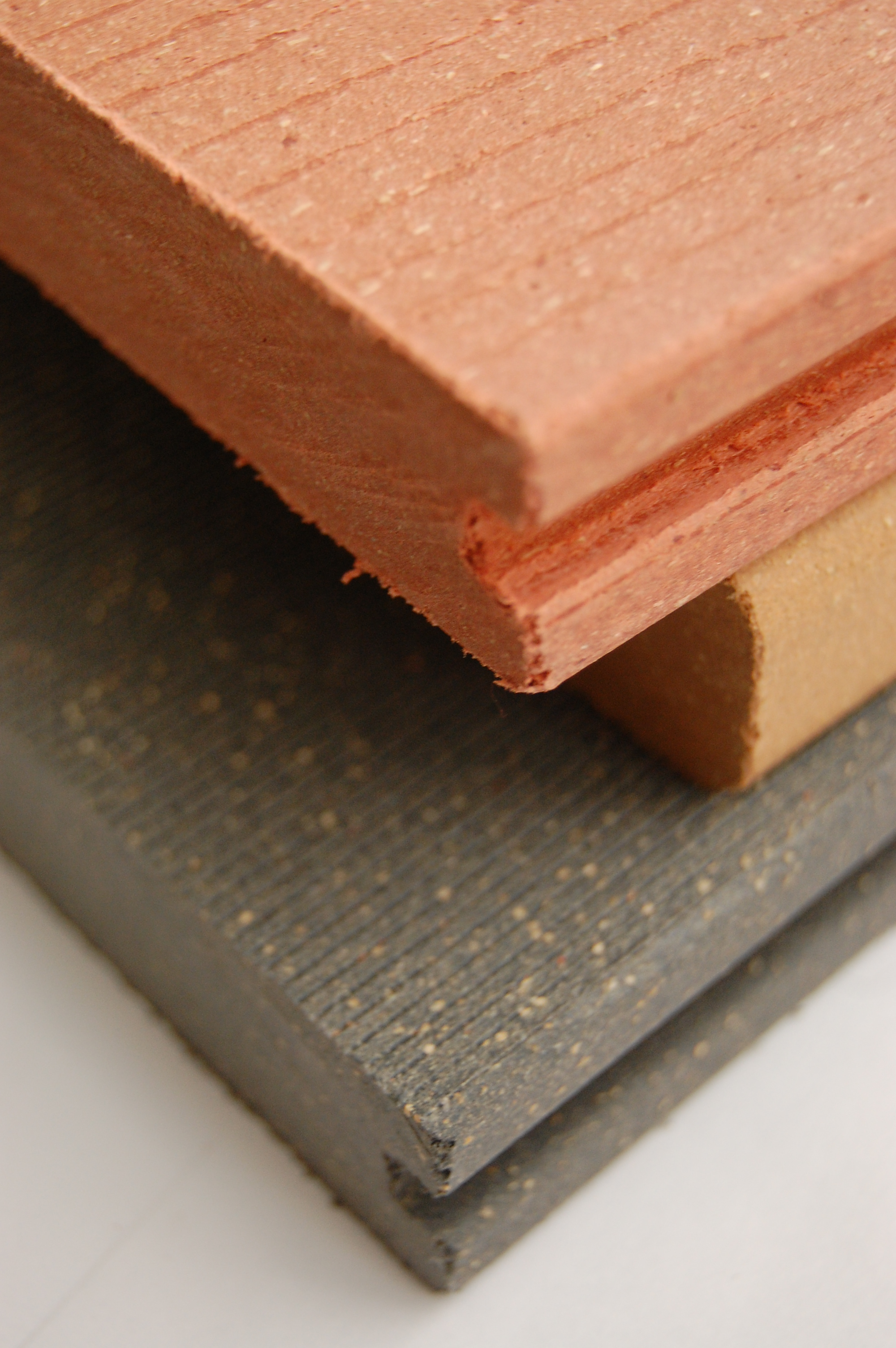
Detalhes de blocos de WPC.

Composto de madeira plástica, também conhecido pelo seu nome em inglês Wood-plastic composites (sigla WPC), é um tipo de material composto de fibra de madeira/serragem de madeira e de termoplástico(s) (inclui PE, PP, PVC etc). Matéria-prima 100% reciclada ou não, dependendo da origem. Polímeros mais fibras naturais pois conferem alta resistência e durabilidade aos perfis produzidos por extrusão ou coextrusão, no caso dos materiais mais modernos. O material utiliza de 30 a 50% de polímeros (PE e PP de alta densidade) e o restante de fibras orgânicas descartadas pelas indústrias do agronegócio, alimentícia e outras. Material não racha, é impermeável e não gera subprodutos ou resíduos na fabricação. Pode ser trabalhado de maneira similar à madeira tradicional. Após o ano de 2010 os produtos de coextrusão passaram a dominar o mercado devido à sua maior estabilidade em relação a manutenção da cor original e menor dilatação e contração. 
           

## Usos

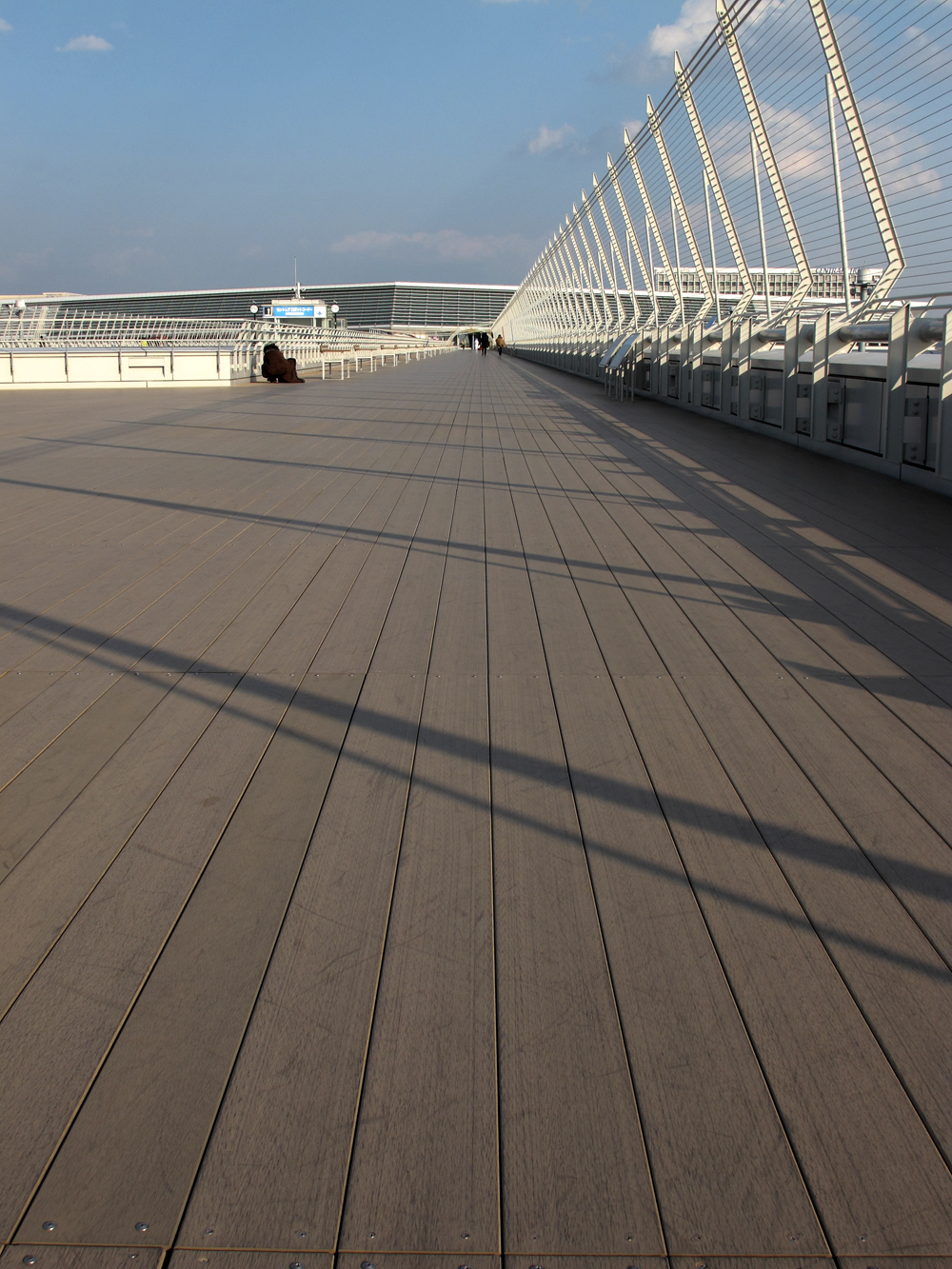
Piso de WPC.

O compósito de madeira e plástico ainda é um material novo (desde 1975 no Japão) se comparado à longa história do uso da madeira natural como material de construção. O uso mais comum de WPC coextrudado na América do Norte é ao ar livre, em decks, grades, cercas, madeiras para paisagismo, revestimentos e tapumes, bancos de parque, porta, quadros e interiores de móveis. devido a extrema resistencia desse material a ação do tempo, mesmo que seja extremo como neve e altas temperaturas.

## Reciclagem
A origem do plástico no composto pode ser uma forma de reciclagem do plásticos e colabora fortemente para evitar a derrubada de árvores. A cada 25 metros quadrados é evitada a derruba de de uma árvore adulta.